# Fudbalski klub Zvezdara
Il Fudbalski klub Zvezdara (in cirillico Фудбалски клуб Звездара), conosciuto semplicemente come Zvezdara, è una squadra di calcio dell'omonimo comune di Belgrado (Serbia).
I colori del club sono rosso-nero-bianco.

## Storia
La storia del club inizia il 10 marzo 1951, giorno in cui si tiene l'assemblea fondatrice e Zika Dimitrijević viene eletto presidente. Come nome bisogna scegliere fra Severac o Bulbulderac, viene scelto quest'ultimo (Bulbulder è un quartiere di Zvezdara). Il primo anno viene trascorso a giocare amichevoli; la prima partita in campionato (2. razred, seconda classe di Belgrado) viene disputata ad Ovča contro il Bla e viene vinta 7–1; alla fine del torneo si piazza al terzo posto in classifica. Nella stagione successiva il Bulbulderac vince il campionato e viene promosso in 1. razred. Nella stagione 1953–54 è al sesto posto, nel 1954–55 al terzo e nel 1955–56 al secondo; quest'ultimo piazzamento gli garantisce la promozione in Beogradska podsavezna liga (terza divisione) dove si trova a competere con Jedinstvo Zemun, Čukarički, Hajduk, Obilić e Sinđelić. La gioia dura poco, solo una stagione, in cui il Bulbulderac si piazza al 14º (ultimo) posto e retrocede in 1. razred.
Nel 1957 cambia il nome in BSK (Bulbulderski Sportski Klub). Nel 1957–58 è quinto, nel 1958–59 quarto e nel 1959–60 primo e ritorna in Beogradska podsavezna liga. Nel 1960–61 si piazza quarto, ma nel 1961–62 l'11º (penultimo) posto lo condanna alla retrocessione in 1. razred. Nel 1962–63 conquista la Kupa Jugoslavije na teritoriji Beograda (3-0 in finale sullo Jedinstvo Zemun) e si ripete l'anno successivo (2-0 sull'Akademac, la squadra dell'accademia militare). Nella stagione 1969-70 retrocede in 2. razred, ma l'anno successivo, col primo posto in classifica, riconquista la categoria perduta.
Nella prima metà degli anni '70 il club diventa il migliore di Zvezdara e nel 1974 cambia il nome in OFK Zvezdara. Il terzo posto nella stagione 1974–75 gli fa guadagnare la promozione nella neoformata Beogradska Zonska liga, terzo livello nella piramide calcistica. I "papaveri" rimangono in questa categoria per sette anni, fino al 1982–83, quando la lega della zona di Belgrado diviene 2. Srpska liga. La promozione viene nella stagione 1992–93 con il terzo posto (dietro Hajduk e Voždovac che dà l'accesso agli spareggi-promozione; nel primo turno contro il Cement Beočin: sconfitta all'andata 0–3, vittoria 3–0 al ritorno passaggio di turno conquistato grazie ai tiri di rigore. Nel secondo turno la doppia vittoria contro l'IMT (1–0 e 2–0) garantisce la promozione. Nel 1993–94 il secondo posto dà di nuovo accesso agli spareggi-promozione, ma a prevalere stavolta è lo Javor Ivanjica (1–0 e 0–3).
Nel 1994–95 domina il campionato, ma i pessimi risultati nel finale del torneo gli fanno perdere i primi due posti validi per la promozione. A condizionare il rendimento è stata la morte di Mišo Nikšić, boss del club, capo finanziere e grande tifoso. Nel 1995–96 il secondo posto permette la promozione in Druga liga. Con Branislav Trojanović "Trojke" presidente la promozione in Prva liga viene sfiorata nel 1997–98 (2º posto dietro al Milicionar) e nel 1998–99 (3º posto dietro a Čukarički e Hajduk).
Nel 2000–01 finalmente raggiunge la massima divisione grazie al primo posto in campionato. Ma prima dell'inizio del campionato 2001–02, il 21 luglio 2001, Branislav Trojanović viene assassinato e lo Zvezdara, nonostante un buon inizio di torneo, si trova senza finanze e finisce al 16º (terz'ultimo) posto e retrocesso. Nell'estate 2002 il club cessa di esistere e lascia il titolo sportivo allo Srem.
Circa un mese dopo la scomparsa della squadra, i fan del club fondano il FK Bulbulderac per continuare la tradizione del OFK Zvezdara. Nel 2003–04 riparte dalla Međuopštinska liga (lega inter-comunale), nel 2004–05 è in 2. Beogradska liga e nel 2006–07 in 1. Beogradska liga. Dalla stagione 2010–11 il Bulbulderac è nella Beogradska zona (quarto livello) e si piazza decimo nella prima stagione, poi settimo e nono.
Il 12 luglio 2013 il nome del club diviene FK Zvezdara e, dopo 8 anni trascorsi nella Beogradska zona, riesce a tornare in Srpska Liga.

### Cronistoria
| Stagione    | Campionato             | Campionato        | Campionato        | Campionato        | Coppa             |
| Stagione    | Categoria              | Liv.              | Posizione         | Verdetti          | Coppa             |
| ----------- | ---------------------- | ----------------- | ----------------- | ----------------- | ----------------- |
| Zvezdara    |                        |                   |                   |                   |                   |
| 1992–93     | Zonska liga Belgrado   | IV                | 3º su 16          | Promosso          |                   |
| 1993–94     | Srpska liga - Nord     | III               | 2º su 18          |                   |                   |
| 1994–95     | Srpska liga - Nord     | III               | 3º su 18          |                   |                   |
| 1995–96     | Srpska liga - Belgrado | III               | 2º su 18          | Promosso          |                   |
| 1996–97     | 2. liga Est            | II                | 6º su 18          |                   |                   |
| 1997–98     | 2. liga Est            | II                | 2º su 18          |                   |                   |
| 1998–99     | 2. liga Est            | II                | 3º su 18          |                   |                   |
| 1999–00     | 2. liga Nord           | II                | 4º su 18          |                   |                   |
| 2000–01     | 2. liga Est            | II                | 1º su 18          | Promosso          |                   |
| 2001–02     | 1. liga                | I                 | 16º su 18         | Retrocesso        |                   |
| Bulbulderac |                        |                   |                   |                   |                   |
| 2002–2006   | campionati minori      | campionati minori | campionati minori | campionati minori | campionati minori |
| 2006–07     | 2. Beogradska liga     | VI                | 2º su 17          | Promosso          |                   |
| 2007–08     | 1. Beogradska liga     | V                 | 10º su 18         |                   |                   |
| 2008–09     | 1. Beogradska liga     | V                 | 5º su 18          |                   |                   |
| 2009–10     | 1. Beogradska liga     | V                 | 2º su 18          | Promosso          |                   |
| 2010–11     | Beogradska zona        | IV                | 10º su 18         |                   |                   |
| 2011–12     | Beogradska zona        | IV                | 7º su 18          |                   |                   |
| 2012–13     | Beogradska zona        | IV                | 9º su 17          |                   |                   |
| Zvezdara    |                        |                   |                   |                   |                   |
| 2013–14     | Beogradska zona        | IV                | 8º su 16          |                   |                   |
| 2014–15     | Beogradska zona        | IV                | 10º su 15         |                   |                   |
| 2015–16     | Beogradska zona        | IV                | 9º su 15          |                   |                   |
| 2016–17     | Beogradska zona        | IV                | 6º su 16          |                   |                   |
| 2017–18     | Beogradska zona        | IV                | 2º su 16          | Promosso          |                   |
| 2018–19     | Srpska liga Belgrado   | III               | 8º su 16          |                   |                   |
| 2019–20     | Srpska liga Belgrado   | III               |                   |                   |                   |

## Palmarès
- Druga liga SR Jugoslavije: 1

2000-2001 (girone Est)

## Stadio
Lo Stadion FK Zvezdara, detto anche Stadion na Bulbulderu, è lo stadio del club ed ha una capienza di 500 spettatori.

## Giocatori di rilievo
- Aleksandar Stanojević
- Đorđe Tomić
- Nebojša Vučičević
- Ranko Stojić
- Đorđe Serpak
- Ivica Kralj
- Aleksandar Atanacković
- Marko Dević
- Stevo Glogovac
- Arsen Marijan
- Saša Marković
- Ivan Ranđelović
- Mitar Novaković
- Luka Milunović
- Nenad Nastić
- Darko Lovrić